# ʻIliʻili
ʻIliʻili – wieś w Samoa Amerykańskim, w Dystrykcie Zachodnim, na wyspie Tutuila. Według danych na rok 2010 liczyło 3195 mieszkańców.